# Міклош Берчені

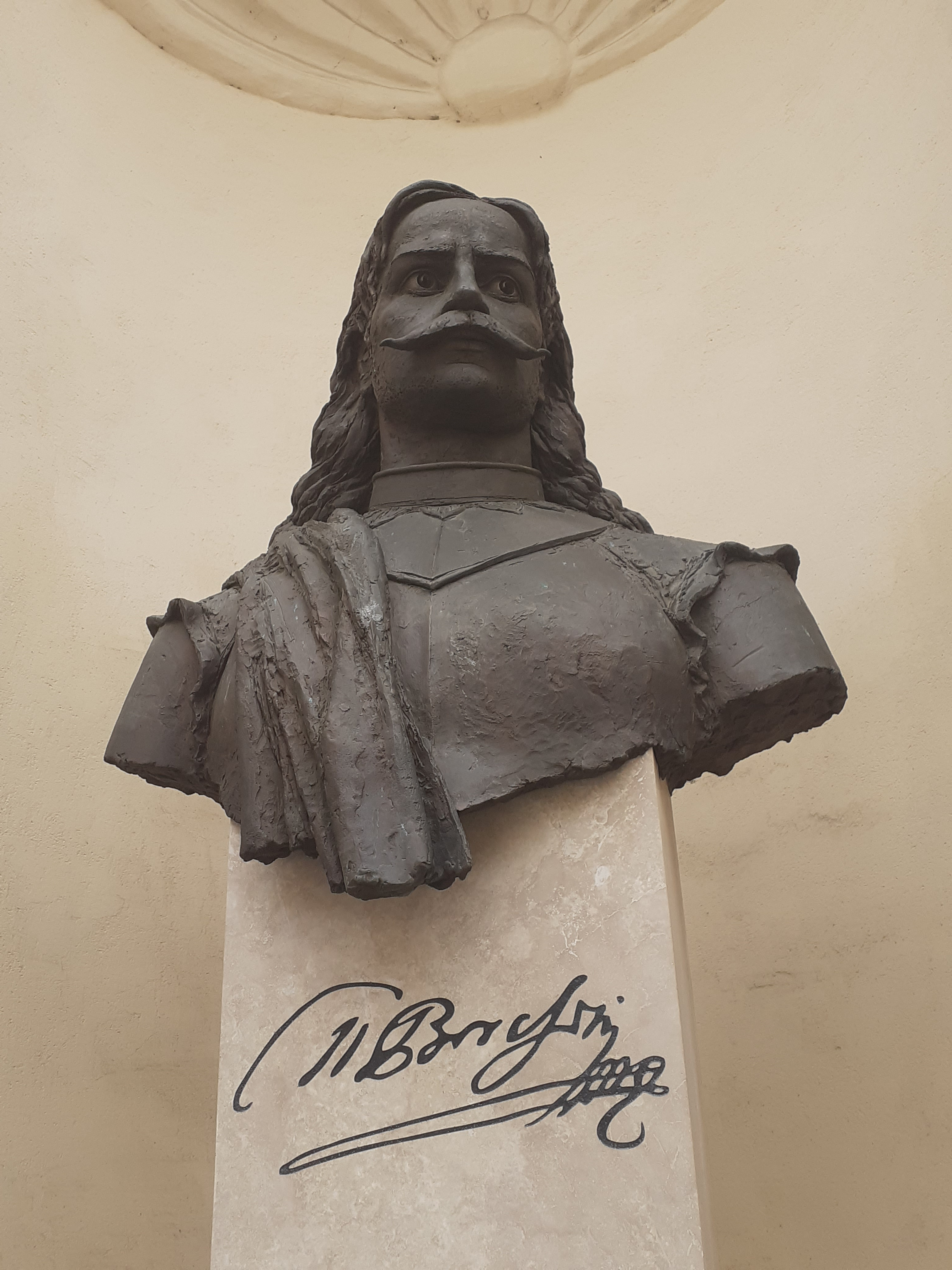
Погруддя Міклоша Берчені в Ужгородському замку

Граф Міклош Берчені (угор. Bercsényi Miklós; 6 грудня 1665, замок Тематин, Угорщина — 6 листопада 1725, Текірдаг, Османська імперія) — угорський граф, один з лідерів антигабсбурзького угорського національно-визвольного повстання Ференца II Ракоці. Служив у армії Ракоці генерал-майором. Свого часу володів Ужгородським замком на Закарпатті.

## Життєпис
Міклош Берчені народився 6 грудня 1665 року в родинному замку Тематин, що на території сучасної Словаччини. Навчався у єзуїтській колегії міста Трнави. Згодом здобував освіту у Трнавському університеті на факультеті семи вільних мистецтв. Закінчив навчання при дворі угорського палатина Пауля Естергазі. Після Віденської битви 1683 року служив у імператорській армії. Брав участь у битвах проти Османської імперії. З 1685 року був капітаном у Шаля. У 1686 році став полковником.
У 1689 році Берчені отримав від імператора Леопольда І Габсбурга графський титул.

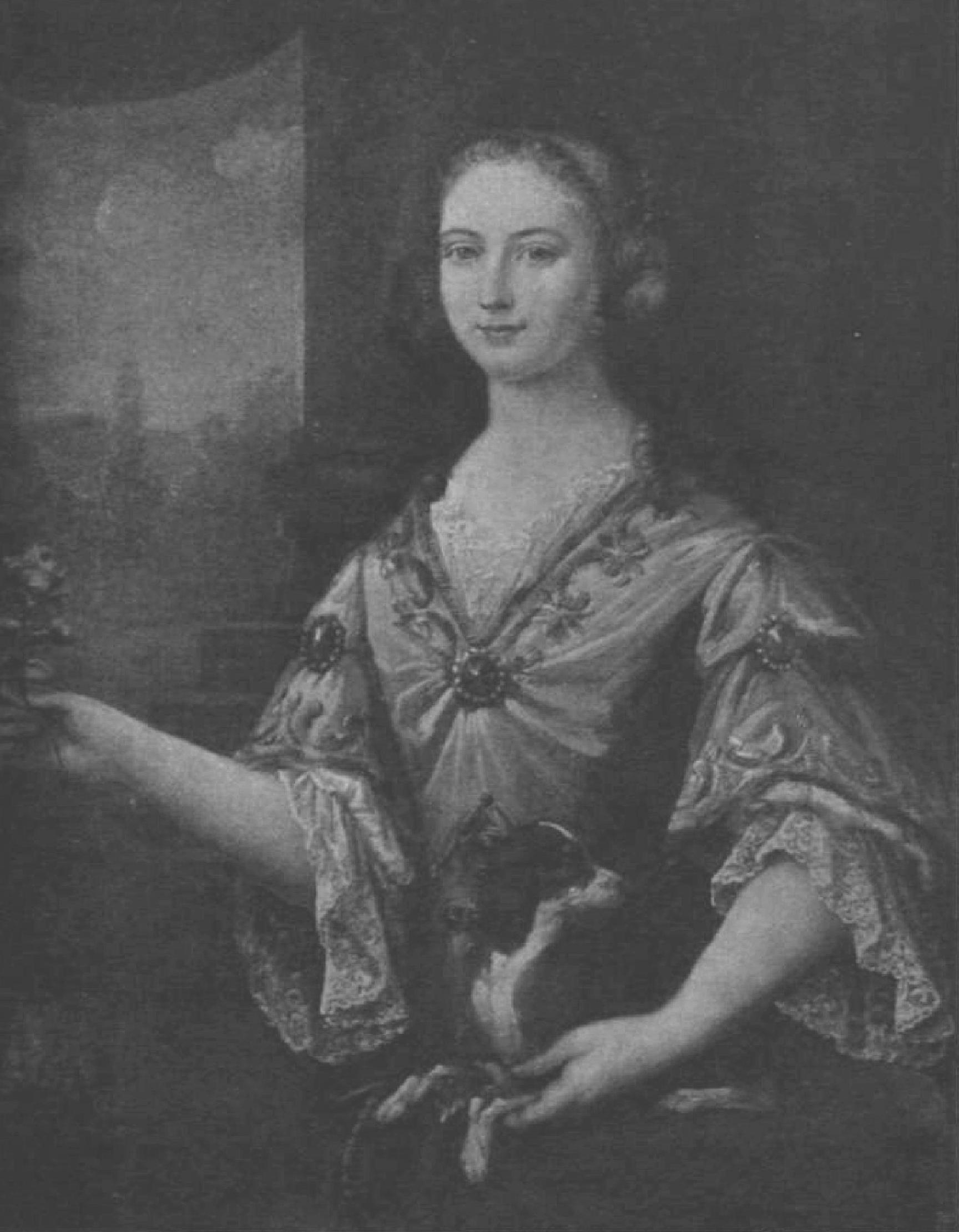
Друга дружина Міклоша Берчені, графиня Крістіна Чакі.

Одружувався двічі. Від першої дружини — Крістіни Другет — мав троє дітей. Після смерті дружини став жупаном комітату Унг та отримав у володіння Ужгород. У 1694 році одружився вдруге — із Крістіною Чакі.
Водночас відбувалися масштабні перебудови в Ужгородському замку. Граф Берчені з дружиною жили на другому поверсі замку.

### Участь уповстанні Ракоці
Вперше Берчені зустрівся із Ференцом II Ракоці у другій половині 1690-х років. У 1698 році став один з ініціаторів змови, внаслідок якої мала бути повалена влада Габсбургів в Угорщині з допомогою короля Франції Людовика XIV. Проте змову викрили, у Берчені був змушений тікати з Угорщини до Речі Посполитої. Там його заарештували, але він втік із в'язниці та повернувся до Ракоці.
У 1703 році Ференц Ракоці підняв дворянське повстання проти влади Габсбургів в Угорщині. З самого початку Міклош Берчені брав участь у цій національно-визвольній війні на посаді генерал-майора. Виконував переважно воєнно-організаційні доручення. Був одним із підписантів Бережанського маніфесту із закликом до участі в повстанні. У 1705—1707 роках був головою посольства до московського царя Петра І, оскільки розмовляв російською. У ході переговорів із послом царя московською стороною було обіцяно військову підтримку повстання, проте повстанці її так і не дістали.
У 1708 році Берчені брав участь у битві при Тренчині. При відступі дістав поранення.
В останні роки національно-визвольної війни виконував дипломатичні доручення, зокрема брав участь у переговорах з Річчю Посполитою та Московією.
Після придушення угорського повстання Берчені разом з дружиною та князем Ракоці втік до Речі Посполитої. В Австрії вони були оголошені зрадниками Батьківщини. Маєтності Берчені, зокрема і Ужгородський замок, дісталися графам із роду Шенборнів.

### Смерть
Згодом після втечі до Речі Посполитої Берчені переселився до Османської імперії, де султан Ахмед III надав йому, Крістіні Чакі та Ференцу II Ракоці притулок у місті Текірдаг. Помер Міклош Берчені 6 листопада 1725 року.
У 1906 році тіло Берчені було перепоховано у соборі Святої Єлизавети Угорської в Кошицях.

## Вшанування пам'яті
- 13 жовтня 2012 року у внутрішньому дворі Ужгородського замку відбулося відкриття погруддя Міклоша Берчені та Крістіни Чакі[5].

- 14 грудня 2015 року на Православній набережній неподалік Генерального консульства Угорщини в Ужгороді відкрили мініпам'ятник подружжю володарів Ужгородського замку — графу Міклошу Берчені та його дружині Крістіні Чакі[6].